# حركة زايتجايست

حركة زايتجايست (روح العصر) هي منظمة هدفها زيادة وعي المجتمع بالضرورات المقترحة للتغيير الاجتماعي العالمي من أجل إقامة حضارة عالمية سلمية ومستدامة  عن طريق إعلان تطبيق الاقتصاد القائم على الموارد وعلى القانون الطبيعي. الحركة تصف نفسها بأنها منظمة دعم الاستدامة. وكانت ترى الحركة بانها الذراع الناشط لمشروع فينوس الذي أوجده المصمم الصناعي والمنظم الاجتماعي جاك فريسكو. لقد اُسْتُوحِيَت حركة زايتجايست(روح العصر) من خلال الاستجابة الاجتماعية لأفلام بيتر جوزيف زايتجايست الفيلم. بأي حال، لقد كان فيلم زايتجايست الملحق هو بمثابة الوثيقة التأسيسية لحركة زايتجايست أول من قدم مشروع فينوس. موقع الحركة نوه للتمييز القائم بين أعمال الحركة وبين القضايا التي ناقشتها أفلام بيتر جوزف، وبهذا ليست الحركة بالضرورة معنية بدعم أي قضية قد عُرِضَت بالأفلام والحركة متواجدة على مسؤوليتها الخاصة.

## المفاهيم التي تقدّمها حركة زايتجايست
- المفهوم الأساسي المدعوم من قبل حركة زايتجايست: إن جميع موارد الكرة الأرضية، من الاحتياجات كالطعام والمسكن إلى الرغبات مثل العطل والسيارات يجب أن تكون ارث عام لكل سكان العالم.
- الاقتصاد القائم على الموارد وعلى القانون الطبيعي:[1] حركة زايتجايست تعتقد بان المال يشكل مؤسسات راسخة ومجبرة على حماية وجودها وهذه الحماية تعيقها من التطور. بناء على هذا، تعتقد الحركة بان النظام الاحتياطي المصرفي الجزئي، والفوائد المرتفعة والفوائد والأرصدة البنكية كلها تعمل بنظام متصدع يؤدي إلى خلق ديون، الذي يؤدي للاحتياج للأيدي العاملة، من اجل دفع الديون السالفة الذكر. وهذا ما يسمى بطريقة الاستهلاك المتعاقب(حركة زايتجايست: الدليل الموجه ص 7)
- الأتمتة: تقول حركة زايتجايست بان الأتمتة لها القدرة الإنتاجية الأعلى من القدرة الإنتاجية لعمل الإنسان وتحرر الإنسان من الأعمال المكررة التي تأخذ وقتا طويلا لانجازها.
- الذكاء الاصطناعي: ضمن النظام الاجتماعي المقترح لحركة زايتجايست، إن الآلات المبرمجة ذاتيا على اتخاذ القرار سيكون لها الاحتياج في اتخاذ قرارات موضوعية، على غير البشر الذين يتأثرون بإسقاط أرائهم الشخصية أو رغباتهم أو انحيازهم في قراراتهم. كما أن الآلات ستقوم على تخزين واستعادة المعلومات لان البشر لهم سعة ذاكرة محدودة.
- التوحيد التكنولوجي للنظام الأرضي: تعتقد حركة زايتجايست بان التكنولوجيا المشارك بها عالميا مطلوبة لكي تراقب موارد الأرض لحظة بلحظة. وبشكل نظري ستقوم هذه التكنولوجيا باستعمال هذه المعلومات بأكثر ما يمكن من فعالية لإيجاد الحل للمشاكل المتعلقة بالأرض ومحيطها الحيوي.
- المنهجية العلمية: تقول حركة زايتجايست بان الحكومة الأرضية ستكون مجبرة على إتباع المنهج العلمي وليس أراء الأشخاص. وهذا يمكننا من التوصل لقرارات إدارية من خلال المنهج العلمي وليس عن طريق الإيمان.
- انعدام الاستملاك: من أكثر المواضيع التي تنوه لها حركة زايتجايست هو الشيء المتعلق بمفهومهم عن الاستملاك. وطبقا لقناعات الحركة، ان الاستملاك بحد ذاته هو افراط لا قيمة له وغير مستدام، ويجب التخلص منه لنتمكن من الوصول لنظام عالمي منفتح بعضه على بعض، وهذا النظام العالمي المفتوح سيؤدي بنا لاحتمالية إنتاج وفرة كافية للبضائع وتقديم الخدمات للبشر، ويمكننا من الاستغناء عن الملكية.
- نظام المدينة المستدامة: تدعم حركة زايتجايست ما يسمى بنظرية الأنظمة والمقاربة النظامية للوصول إلى عالم مستدام ذاتيا وثقافيا وهذا يمكن توضيحه من خلال مدينة مصغرة كنموذج للنظام العالمي الكلي.

## مراحل الحركة

### المرحله1: مرحلة نشر الوعي
بتاريخ 20 أبريل 2010 دخلت حركة زايتجيست بالمرحلة الأولى، متضمنة مجموعات مؤتلفة من الناس، وينشرون المعلومات عن الحركة للملأ، ويقيمون علاقات تعريفية بينهم وبين الناس من مجموعات أخرى دينية وعرقية وأثنية. كما تتضمن المرحلة الأولى- ولكنها غير محصورة بهذه الأنشطة فقط - تشكيل مجموعات لبناء الأساسات الأولى لموقع الحركة الإلكتروني، وبناء فريق للاتصالات وفريق للتطوير. ومن المظاهر الأخرى للحركة قيامها بتشكيل فروع عالمية التي ستقوم ببناء الأساسات الأولية لقاعدة اتصالات على مستوى العالم. إن الهدف الموضوعي في المرحلة الأولى للحركة أن تجمع أعضاء أكثر، حتى تجعل لوجود الحركة صلة وثيقة بالعالم.

### المرحله2: مرحلة تنظيم المشروع
هذه المرحلة هي مرحلة تحرك المجموعات -والتي لم تصل إليها الحركة حتى الآن- بينما تُتَدَاوَل مشاريع الفروع مع المجتمع. ان التفاهم المتراكم والمتجمع ضروري للوصول إلى مزامنة كل المشاريع بعضها بعضا مثل المحاضرات المعرفية. انها مرحلة مشاريع التوعية المنظمة المتوقع لها ان تؤدي إلى احتضان انطلاق مشاريع جديدة مثل انهاء الجوع في العالم ونزع الأسلحة (عن طريق الاختيار وليس العنف) ومكافحة الانضمام للجيش. تركز هذه المرحلة على التوسع بنشاط الفرق وزيادتهم وهذا سيؤدي لزيادة المجموعة وبالتالي يخلق منظمات فاعلة. فالغاية من المرحلة الثانية هي الربط الوثيق لهذه الفرق بالتركيز على التلاحم في المجالات المتعددة معرفيا.

### مرحله3: مرحلة العمل
بهذه المرحلة سيُنْتَقَلُ لمرحلة أعلى من النشاط الفاعل مثل المقاطعات التجارية، جمع الاموال، تصميم للمدن، الضغط المباشر على الشركات والمؤسسات السياسية.في هذه المرحلة سيُرَكَّز على التفاعل الحيوي مع المؤسسات السابقة.

## يوم زايتجايست
تحتفل حركة زايتجايست بيومها السنوي في آذار. مع ملاحظة أن هذا اليوم لا علاقة له بيوم زد الذي يتنبأ بظهور الزومبي. لقد أُحْتُفِلَ بيوم الحركة في 15 من آذار سنة 2009 واحتفل أيضا به في يوم 13 آذار من سنة 2010. في يوم زايتجايست، تقوم الحركة باجتماعات محلية للأعضاء ليقومون بالتعلم وتشارك المعلومات مع الأشخاص المهتمين.بعام 2009 كان هناك أكثر من 450 احتفال قد حدث في 70 دولة حول العالم In 2009, ,من بين هذه الأحداث، بيتر جوزيف وجاك فريسكو تحدثوا حوالي ساعتين لجمهور تراوح عدده قرابة 900 اجتمعوا في بورو من قضاء مانهاتن مجمع الكلية.

## الأقسام الإقليمية والدولية
تنظم حركة زايتجايست اعضاءها إلى اقسام بحسب الدولة وإلى اقسام بحسب المناطق. كل قسم مناطقي يحتضن نطاقه الخاص، أو نطاق فرعي في موقع الحركة الإلكتروني. تدار الاقسام من افراد أو مجموعات مهتمين بالحركة ولديهم الرغبة في التطوع وإعطاء من وقتهم للمساعدة في نشاط الحركة. طبقا لنشرة الحركة الأخبارية في تموز 2010, تحتضن حركة زايتجيست حاليا 46 قسم رسمي دولي وعلاوة على ذلك تحتضن 200 منطقة عالميا. وهذا يتضمن المقاطعات الخمسين للولايات المتحدة. وهناك قسم افتراضي لقد تم إنشاؤه على الشبكة ليقدم الحركة في العالم الافتراضي المسمى الحياة الثانية.

## عنوان موقع الراديو
يحافظ بيتر جوزف اسبوعيا على خطابه المذاع عن طريق موقع الراديو، والموجود حاليا على موقع Blogtalkradio.
و هذا البث يتضمن النقاش عن تقدُّم حركة زايتجايست، ويتضمن اللقاء مع اناس متنوعين مهتمين بشان الحركة، ويؤمِّن المعلومات المفيدة لاقسام الحركة، حركة زايتجايست، ويجيب على تساؤلات ترسل من المستمعين.
هناك صفحيتن على نفس موقع الراديو المذكور آنفا يتعاملان مع حركة زايتجايست، والاقتصاد القائم على الموارد، ومشروع فينوس، والمعروف ب فينوس راديو "vradio". ويُرْعَى هذا الموقع الأخير من قبل عضو الكونغرس نيل كيرنان الليبرالي الذي لا يزال في الكونغرس من 2008.

## مشروع الميديا(المقروء والمسموع والمرئي)
مشروع الميديا(المقروء والمسموع والمرئي), مشروع ميديا زايتجايست 
لقد أُطْلِقَ موقع مشروع ميديا زايتجايست (ZMP) وفقا لما ذكرته نشرة أخبارية تم تداولها بين أعضاء الحركة بتاريخ 12 ايار من سنة 2010 وهذا الموقع لا يزال في المرحلة التحضيرية، وطبقا للنشرة الأخبارية بان هذا الموقع سيكون امتدادا لفريق الاتصالات.

## شبكة زد
ZNet; وهي عبارة عن جهد مشترك تعاوني تبذله الحركة لبناء شبكة إلكترونية خاصة بحركة زايتجايست، ومشروع فينوس، وبين أعضاء المنتسبين، وتكون هذه الشبكة متحكم فيها من الجميع وتكون خالية من الدعايات المنشورة والإنترنت متاحة للاستخدام المنزلي>

## ردود الفعل والتأثير
قالت الموسيقية ناتاشا أطلس بان حركة زايتجيست كانت الملهمة لفكرة البومها في 2010 والذي سمته منقلبه.

### آراء حول الحركة في الإعلام

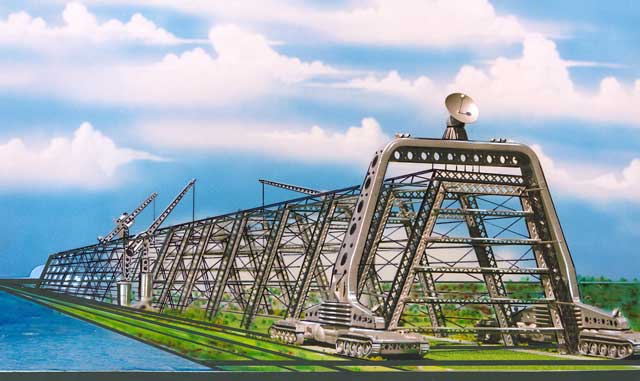
Automated construction

في 30-أبريل-2009 رواندا سوان من صحيفة بالم بيتش كتبت:
| حركة زايتجايست   | من الذى يستطيع إن يجادل مثل هذه الحركة؟لماذا لم نعمل لصالح المجتمع بأسره.إلى أى مدى نتوقع أن تستمر؟اليس الحفاظ على نظامنا الحالى متوقعين منه الحصول على شئ وهو الذى طالما قادنا إلى الجنون؟ | حركة زايتجايست |
| — بالم بيتش بوست | |                |

في 17-مارس-2009 آلان فيور من صحيفة نيويورك تايمز كتب:
| حركة زايتجايست  | " "هدف الحركة هو تطبيق الوسائل العلمية لإحداث التغيير الإجتماعى" هذا ما أعلنه السيد جوزيف في الأمسية التى ابتدأت في السابعة مع نقد للاقتصادات النقدية امتد حتى منتصف الليل وشرح يوييوبى(يوتوبيا مصطلح أستخدمه مور لوصف المدينة الفاضلة)لمستقبل بلانقود ويقوده الحاسوب وكان الأمر بمجمله إعادة تخيل الحضارة كأن كارل ماركس وكارل ساغان قد عينا جون لينون في الأيام التى كتب فيها أغنيته المشهورة تخيل ليعيد تصميم البنية التحتية للكوكب. | حركة زايتجايست |
| — نيويورك تايمز | |                |

ومن نفس المقال:
| حركة زايتجايست | "ان هذا الأمر وإن بدا محيرا كأنه مقتبس من سيناريو فيلم "ملحمة في الفضاء2001" ألا أن السيد فريسكو لم يبدو قلقا على الإطلاق فقد أخبر الحشود أن الآلات غير عاطفية وغير عدوانية كالبشر وذلك خلال فقرة الأسئلة فقد قال "لو أخذت حاسوبك المحمول وحطمته أمام 50 حاسوب محمول آخري فثق بى لن يهتم أحد منهم".” | حركة زايتجايست |

## راجع ايضاً
- مشروع فينوس
- جاك فريسكو

## لقراءة المزيد
- الدليل الموجِّه للناشط (بيتر جوزف | روكسان ميداوز | جاك فريسكو, فبراير2009)
- جاك فريسكو, أفضل ما لا يشتريه المال (Global Cybervisions February 2002)

## روابط خارجية
- الموقع الرسمي
- Zday 2010 Review
- Zday 2009 Review by New York Times
- The Venus Project
- مشروع ميديا زايتجايست نسخة محفوظة 4 نوفمبر 2018 على موقع واي باك مشين.
- الفرع الإلكتروني نسخة محفوظة 11 مارس 2010 at Archive.is
- ارشيف يوم زايتجايست 2010
- أفلام زايتجايست